# Adolf Jäger
Adolf Jäger (Amburgo, 31 marzo 1889 – Amburgo, 21 novembre 1944) è stato un calciatore tedesco, di ruolo attaccante.
Si dice - senza fonti verificabili - che in carriera abbia segnato oltre 2000 reti in 812 incontri.

## Carriera
Fu la stella del calcio tedesco nel periodo precedente alla prima guerra mondiale. Segnò 11 reti in 18 partite con la nazionale tedesca, con la quale prese parte anche alle Olimpiadi di Stoccolma 1912, mettendo a segno un gol nell'unico incontro in cui scese in campo. Morì nel 1944 a soli 55 anni a causa di un bombardamento.